# Haus Burgund

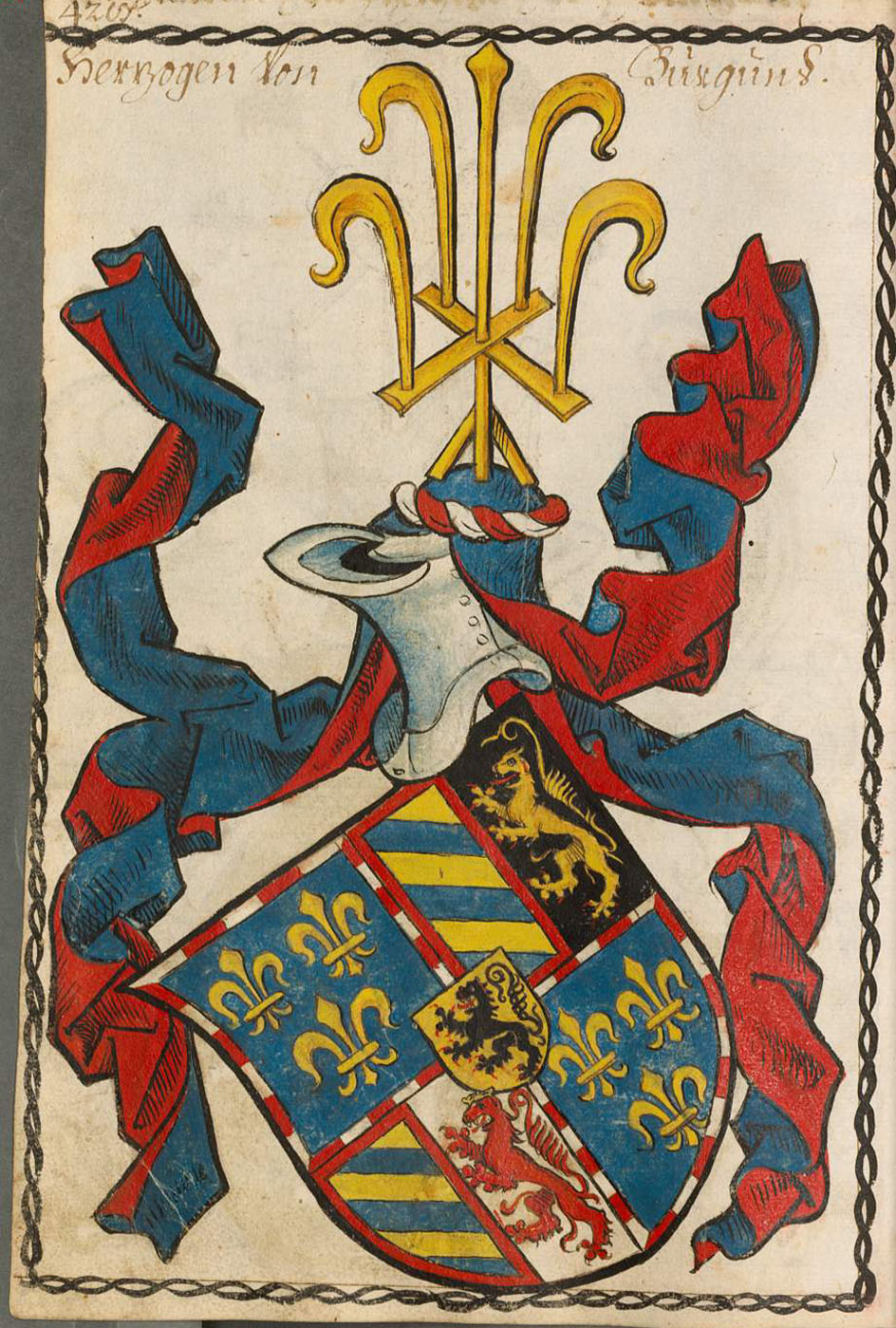
Das Wappen der Herzöge Philipps des Guten und Karls des Kühnen von Burgund aus dem Scheibler’schen Wappenbuch

Das (jüngere) Haus Burgund (französisch la maison de Valois-Bourgogne) war ein Seitenzweig des französischen Königshauses Valois aus dem Geschlecht der Kapetinger, der im Spätmittelalter zahlreiche Territorien beiderseits der deutsch-französischen Grenze zu einem weitgehend geschlossenen Länderkomplex unter seiner Herrschaft vereinigen konnte. Zeitweise gehörten die Herzöge von Burgund zu den mächtigsten Fürsten Europas. Obwohl sie für den westlichen Teil ihres Herrschaftsgebiets dem König von Frankreich und für den östlichen dem römisch-deutschen Kaiser lehnspflichtig waren, traten sie de facto als unabhängige Fürsten auf. Der Versuch, ein eigenständiges Königtum zu errichten, scheiterte jedoch mit dem Tod Karls des Kühnen 1477, des letzten Burgunderherzogs aus dem Haus Valois. Mit seiner Erbtochter Maria erlosch das Haus 1482 und wurde durch ihre Ehe vom Haus Habsburg beerbt.

## Überblick

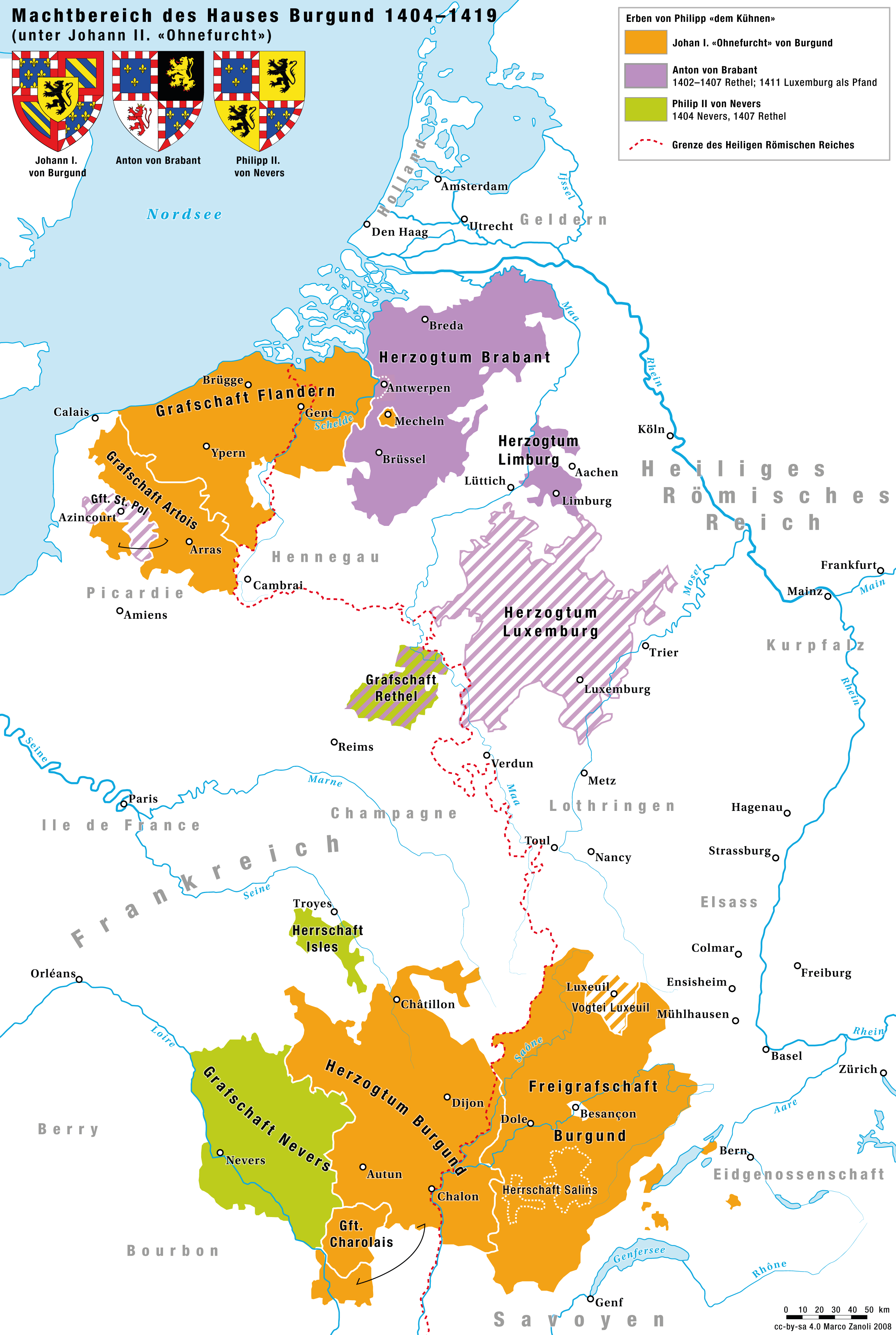
Die drei Zweige des Hauses Burgund nach dem Tod Philipp des Kühnen 1404: Burgund, Brabant und Nevers

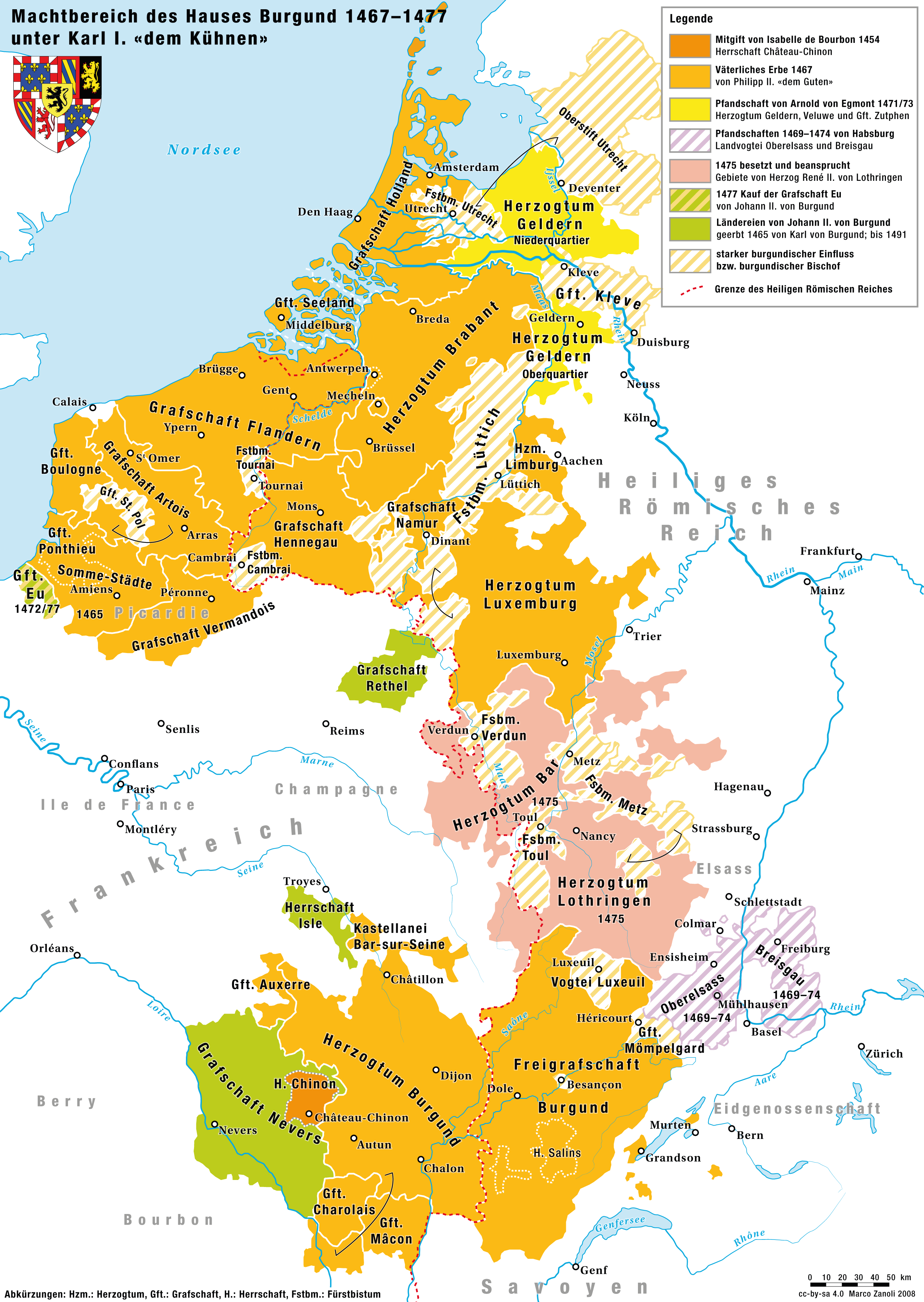
Macht- und Einflussbereich des Hauses Burgund unter Karl dem Kühnen bis 1477

1363 wurde Philipp der Kühne von seinem Vater, dem französischen König Johann dem Guten, mit Burgund belehnt. Durch Erbschaft und Kauf erwarb dieser die Freigrafschaft Burgund sowie Flandern. Sein Enkel Philipp der Gute konnte bis 1433 auch das Erbe der Wittelsbacher am Niederrhein (Holland, den damit verbundenen Hennegau sowie Zeeland), und das Erbe der 1438 ausgestorbenen Luxemburger (Luxemburg, Limburg sowie vor allem Brabant) an sich bringen. Nachdem sich Philipp in den französischen Thronwirren (→ Hundertjähriger Krieg) 1420 mit dem Vertrag von Troyes der englischen Partei angeschlossen hatte, konnte er eine unabhängige Großmachtpolitik verfolgen: Sein Vater Johann Ohnefurcht hatte noch als Haupt der Bourguignons vergeblich versucht, die Regierung über Frankreich zu erlangen und war am Widerstand der Armagnacs gescheitert. Mit dem Vertrag von Arras (1435) erwarb Philipp auch die Picardie, und die persönliche Lehnsabhängigkeit Philipps von Frankreich wurde beendet, was Burgund Souveränität zunächst auf Zeit und dem Herzog europäischen Rang einbrachte. Der Konflikt mit den Valois blieb aber trotz der formellen Aussöhnung mit König Karl VII. bestehen.
Sein Sohn Karl der Kühne galt seinen Zeitgenossen als Idealbild des Ritters und war auch ständig in Kämpfe verwickelt. Mit der Verpfändung Vorderösterreichs durch Sigmund von Österreich 1469 und dem Erwerb des Gelderlandes 1473 erreichte der Länderkomplex schließlich seine größte Ausdehnung. Mit Kaiser Friedrich III. verhandelte er über die Erhebung zum König – Friedrich forderte als Preis die Hand von Karls Tochter Maria für seinen Sohn Maximilian. Nach der erfolglosen Belagerung von Neuss 1474 willigte Karl schließlich ein (den Nutzen hatte allerdings wegen seines frühen Todes das Haus Habsburg).
Karls nächstes Ziel war die Vereinigung der voneinander getrennten burgundischen Oberen Lande (das eigentliche Burgund und die Freigrafschaft) mit den Niederen Landen, welche den heutigen Niederlanden ihren Namen gaben. 1475 unternahm er den Versuch, durch die Eroberung Lothringens eine Landverbindung zwischen diesen Teilen zu schaffen – damit geriet er allerdings auch mit den Eidgenossen in Konflikt (→ Burgunderkriege). 1477 fiel Karl in der Schlacht bei Nancy. Mit ihm starb dieses Geschlecht ebenso jäh aus, wie es zuvor aufgestiegen war – ein Schicksal, das an die Karriere der Luxemburger erinnert, zumal auch das Haus Burgund von den Habsburgern beerbt wurde. Durch die Heirat Maximilians mit Maria von Burgund konnte er das Erbe für ihren gemeinsamen Sohn Philipp den Schönen fordern und setzte sich gegen den französischen König Ludwig XI. 1479 in der Schlacht bei Guinegate durch. Frankreich erhielt aber immerhin das eigentliche Burgund und die Picardie. Damit fiel die Hauptstadt Dijon an Frankreich und die Residenz wurde nach Brüssel verlegt. Mit ihrem burgundischen Erbe stiegen die Habsburger abrupt zu europäischer Geltung auf und waren fortan auch als Haus Österreich und Burgund bekannt. Der durch sie fortgesetzte Konflikt mit Frankreich (habsburgisch-französischer Gegensatz) sollte bis 1756 andauern.
Am burgundischen Hof in Dijon erlebte die ritterliche Kultur nochmals einen späten Höhepunkt. Das burgundische Hofzeremoniell (das von den Habsburgern nach Spanien importiert und von da an Spanisches Hofzeremoniell genannt wurde) blieb in den folgenden Jahrhunderten Modell für alle absolutistischen Fürstenhöfe. In Flandern erlebte die Kunst eine beispielhafte Hochblüte, vor allem in der Malerei, wo die Brüder van Eyck und Rogier van der Weyden völlig neue Wege gingen.
Die Insignien der Herzöge und des von Philipp dem Guten 1430 gestifteten Orden vom Goldenen Vlies liegen in der Schatzkammer der Hofburg in Wien.

## Wappen

Die Fahne der Herzöge von Burgund kombinierte seit Philipp dem Guten die Wappen der wichtigsten Herrschaften der Hauptlinie des Hauses Valois-Burgund

Die Wappen der verschiedenen Angehörigen der Hauptlinie des Hauses Burgund (siehe Wappen der Kapetinger) kombinierten verschiedene Titel, die der jeweilige Träger innehielt. Seit Philipp dem Kühnen enthielten alle Wappen folgende Elemente:
1. Goldene Lilien auf blauem Grund – das Wappen als Prinzen von Frankreich aus dem Königshaus Valois, eingefasst von einem rot-weiß gestreiften Band, durch das sich Burgund als Nebenlinie von der Königslinie unterscheidet. Dies Wappen führten sie auch kurzzeitig als Grafen von Tours.
2. Das Wappen der älteren Linie der Herzöge von Burgund: gold und blau diagonal gestreift von links oben nach rechts unten, eingefasst von einem roten Band.
Weiter traten nach den verschiedenen Erbschaften die folgenden Wappen hinzu:
3. Herzogtum Limburg, ein roter Löwe auf silbernem Grund,
4. Brabant, ein goldener Löwe auf schwarzem Grund,
5. Grafschaft Flandern, ein schwarzer Löwe auf goldenem Grund.
Die Nebenlinie Burgund-Brabant führte in ihrem Wappen ebenfalls das Wappen Philipps des Kühnen, mehrere goldene Lilien auf blauem Grund, eingefasst durch ein rot-weiß gestreiftes Band, kombinierten dieses aber mit den Wappen der Herzogtümer Limburg, ein roter Löwe auf silbernem Grund, und Brabant, ein goldener Löwe auf schwarzem Grund.
Die Nebenlinie Burgund-Nevers führte in ihrem Wappen ebenfalls das Wappen Philipps des Kühnen mehrere goldene Lilien auf blauem Grund, eingefasst durch ein rot-weiß gestreiftes Band, kombinierten dieses jedoch mit dem Wappen von Flandern – die Grafschaft Nevers kam aus dem Erbe Margaretes von Flandern –, ein schwarzer Löwe auf goldenem Grund, und später auch noch mit denjenigen der Grafschaften  Artois, goldene Lilien auf blauem Grund, davor ein roter Turnierkragen mit drei goldenen Burgen auf jeder der drei Lätze, und Rethel, drei goldene Rechen auf rotem Grund.

## Herzöge von Burgund
Die Herzöge von Burgund aus dem Haus Valois-Burgund waren:

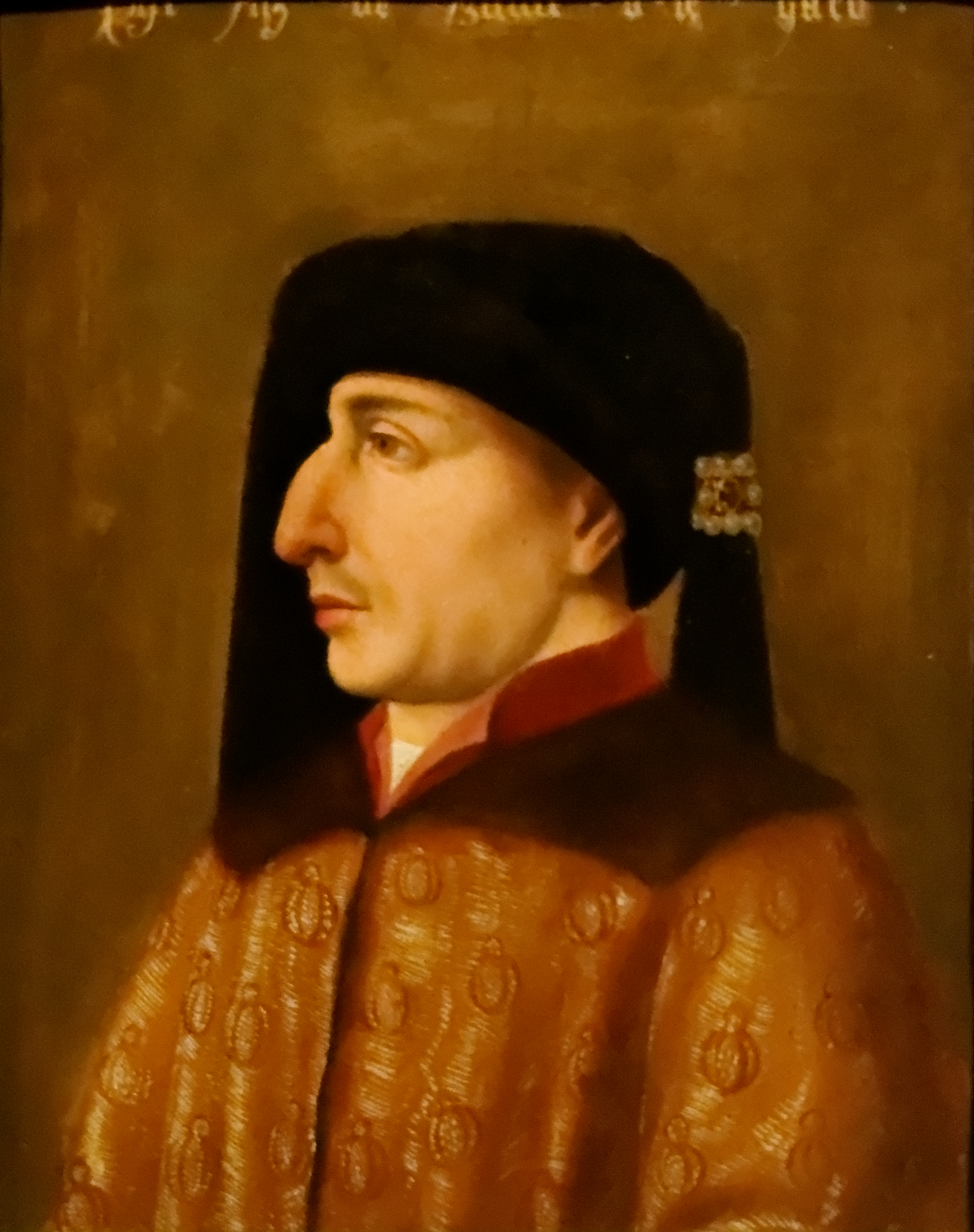
Philipp der Kühne 1363–1404
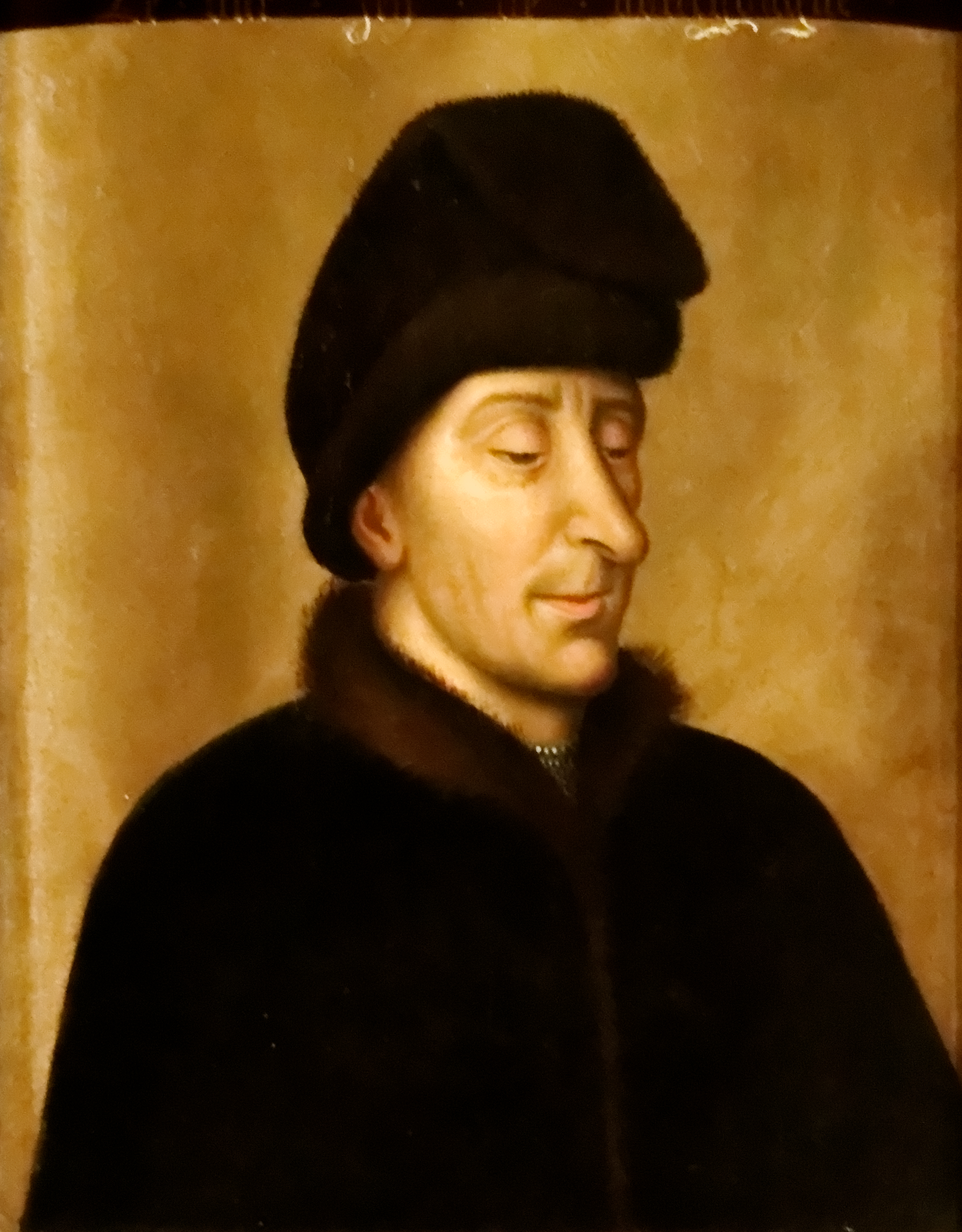
Johann Ohnefurcht 1404–1419
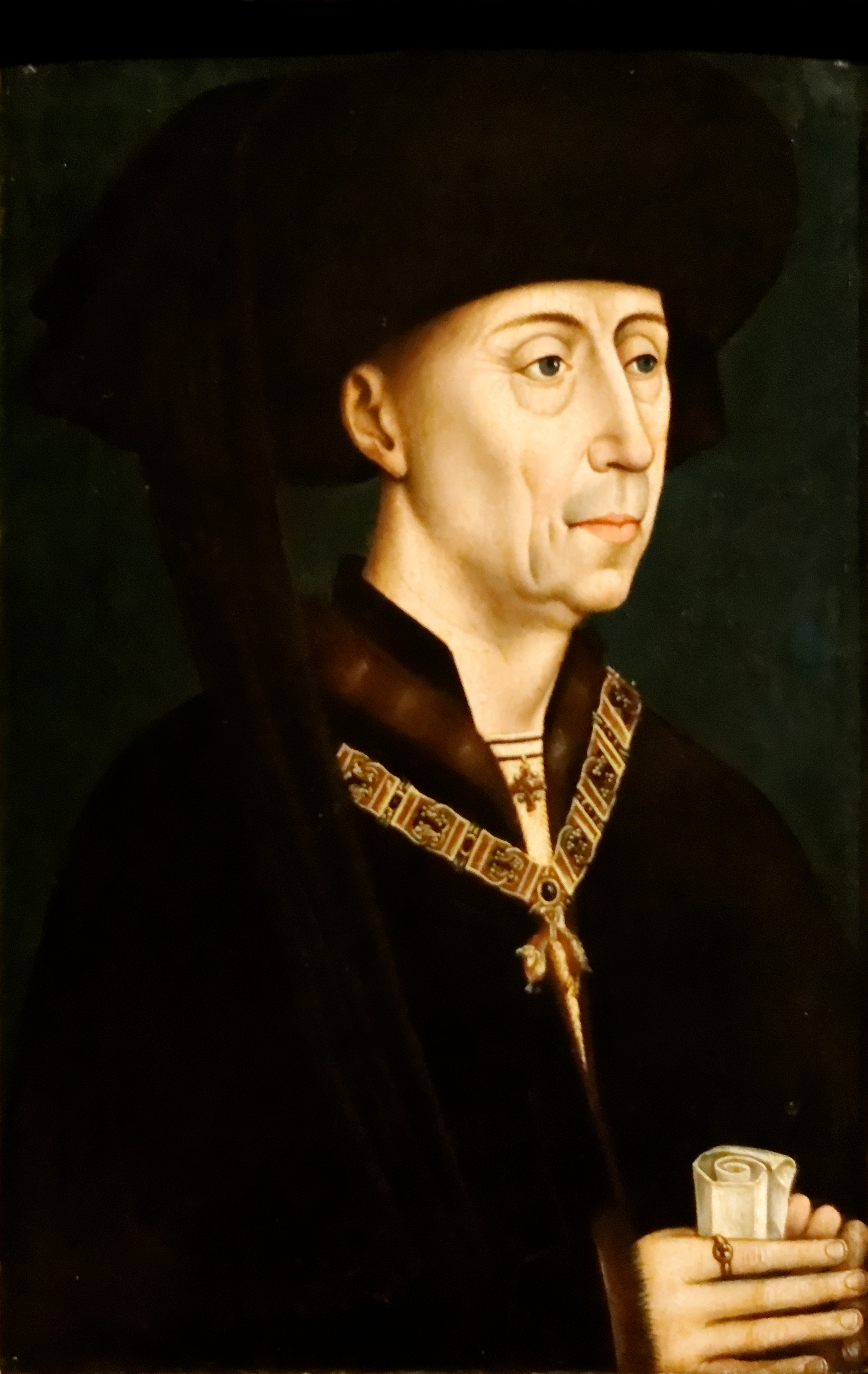
Philipp der Gute 1419–1467
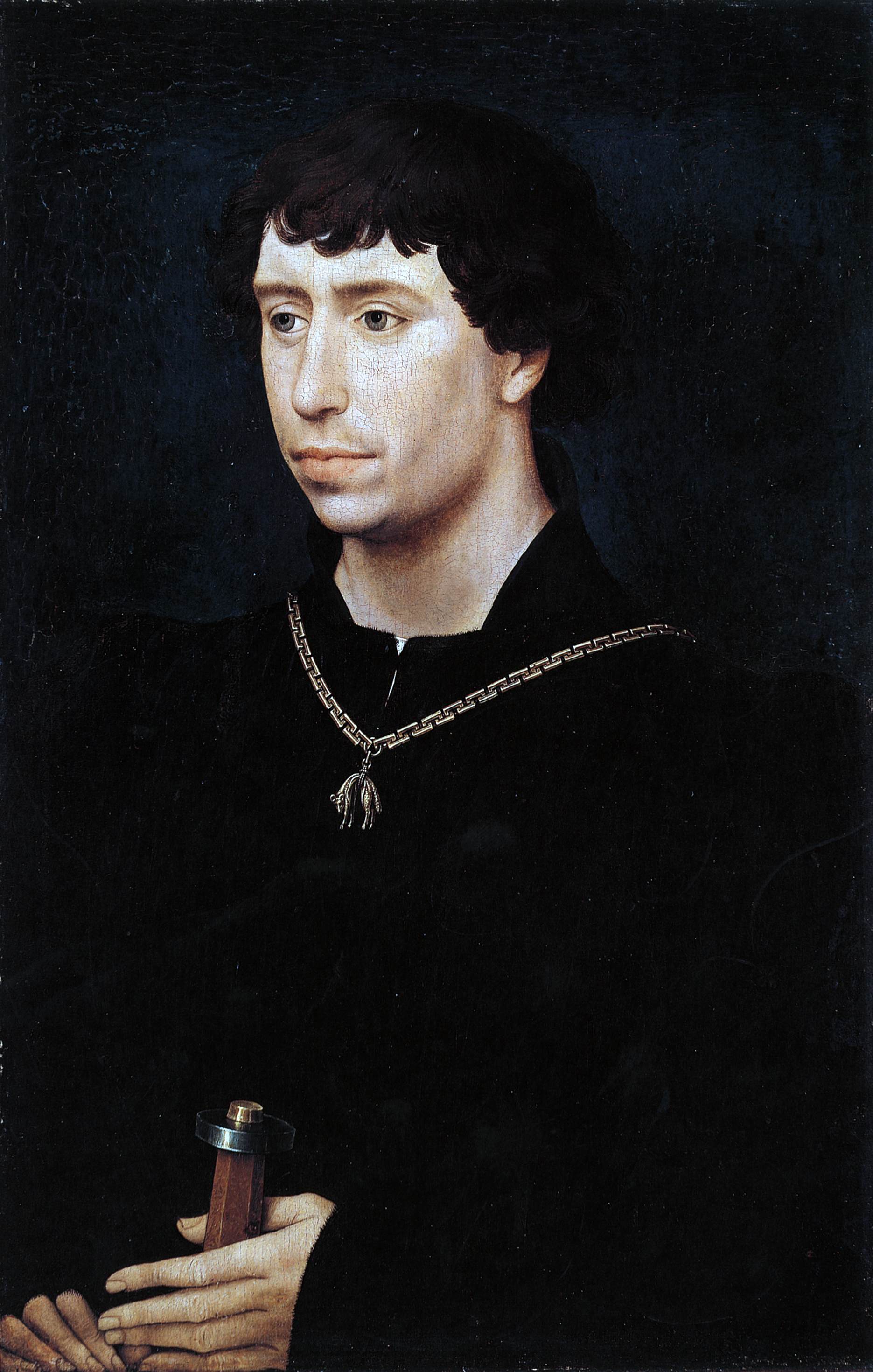
Karl der Kühne 1467–1477
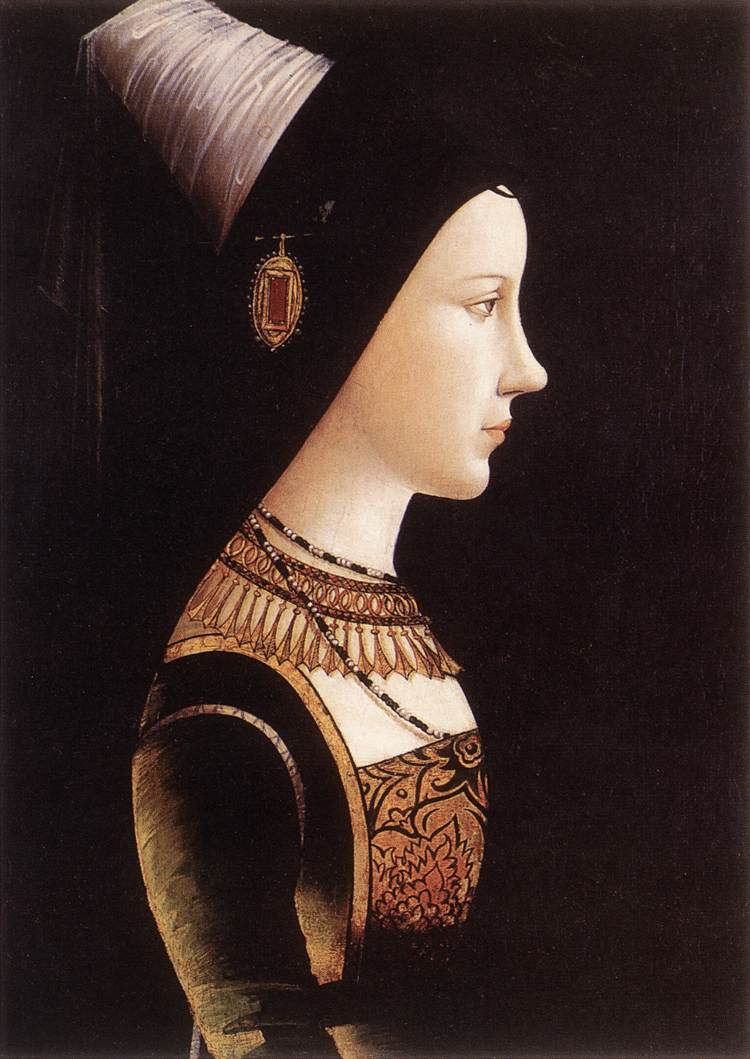
Maria von Burgund 1477–1482

## Stammliste

Provinzen Frankreichs (1477). Die burgundischen Territorien in Gelb; die rote Grenze zwischen Frankreich und dem Heiligen Römischen Reich verläuft quer hindurch.